# Yo, por amarte
Yo, por amarte pubblicato nel 1982 è il venticinquesimo album della cantante italiana Iva Zanicchi.
(Iva Zanicchi, Puerto pollensa)

## Il disco
È il secondo album in spagnolo per il mercato iberico e sudamericano registrato e pubblicato da Iva Zanicchi per la multinazionale Columbia Records.
Uscito nel 1982 è immediatamente successivo a Nostalgias, album la cui diffusione era stata davvero capillare, arrivando a toccare anche gli Stati Uniti d'America. Iva è totalmente assorbita dal successo che sta riscuotendo ormai da diversi anni nei mercati latini, al punto tale da decidere quell’anno di non pubblicare nessun album in italiano e dare la precedenza a questo nuovo long playing che, tuttavia, per decisione della CBS, non ha la stessa diffusione del precedente Nostalgias.
Insieme alla Epic Records (etichetta discografica lanciata dalla stessa Columbia Records e con la quale Iva aveva già pubblicato l’album D'Iva nella versione spagnola), la multinazionale decide di pubblicare l’album con due copertine diverse soltanto in Spagna e in Argentina.
Il disco segue la stessa formula di Nostalgias: un’antologia di cover che vanno dalle personali versioni in castigliano di Iva Zanicchi di alcuni classici della canzone ispanica e sudamericana, come Te quiero, te quiero dello spagnolo Raphael de Leòn, No me dejes no, versione spagnola di Ne me quitte pas di Jaques Brel, Mentira scritta dal cantautore cileno Buddy Richard, Deuda del cubano Luis Marquetti e Puerto Pollensa della cantautrice argentina Marilina Ross, fino ad arrivare ad alcuni brani inediti scritti appositamente per questo nuovo album, come Yo por amarte (Io per amarti), il brano che dà il titolo all’album, scritto da Maurizio Piccoli e Cristiano Malgioglio, Olvidala (Dimentica), scritto dal cantautore Roberto Dibì, Esta noche te quiero (Questa notte ti voglio), scritto sempre da Cristiano Malgioglio e La tonta soy yo (la scema sono io), scritto dalla cantautrice siciliana Marivana Viscuso.
Come era già avvenuto per Nostalgias, anche questo album contiene una nuova versione in castigliano di un altro grande successo di Iva Zanicchi, la canzone Fra noi .

## Tracce
1. Yo, por amarte (Io per amarti) - 2:55 - (M. Piccoli - G. Malgioglio - Adap. Esp. Doris Band)
2. Olvidala (Dimentica) - 3:22 - (S. Negroni - R. Dibi - Adapt. Esp. Doris Band)
3. Te quiero, te quiero - 3:14 - (Rafael De Leòn - Augusto Alguerò)
4. Esta noche te quiero (Questa notte ti voglio) - 4:00 - (M. Liguori - G. Malgioglio - Adapt. Esp. Doris Band)
5. Fra noi - 2:50 - (A. Amadesi - Albula - Adapt. Esp. Nemo-  Di Lorenzo)
6. La tonta soy yo (La scema sono io) - 3:20 - (Marivana Viscuso - Adapt. Esp. Doris Band)
7. No me dejes,no (No me quitte pas) - 3:18 - (Jacques Brel - Adap. Esp. Doris Band)
8. Mentira - 4:00 - (Buddy Richard)
9. Deuda - 2:50 - (Luis Marchetti)
10. Puerto pollensa - 3:12 - (Marilina Ross)

## Crediti
- Productor: Antonio Ansoldi
- Responsable de produccion: Beatriz Lupo
- Coordinacion: Vincente Sardelich Brian
- Arreglos y direccion: Enrico Intra
- Coordinacion orquestal: Emilio Valle
- Tecnico de sonido: Gianfranco Zorzi
- Mezcla: Antonio Ansoldi-Gianfranco Zorzi

## Stampe estere
| Anno di pubblicazione | Paese     | Titolo        | Etichetta        |
| --------------------- | --------- | ------------- | ---------------- |
| 1982                  | Spagna    | Yo por amarte | EPIC - EPC 25292 |
| 1982                  | Argentina | Yo por amarte | CBS - 20325      |
| 1982                  | Colombia  | Yo por amarte | CBS 14-1645      |